# Турийск
Тури́йск (укр. Турійськ) — посёлок в Ковельском районе Волынской области Украины. Административный центр Турийской поселковой общины.

## История
Впервые поселение упоминается в летописи около 1097 года. Город входил в число владений Ростиславичей — потомков князя Ростислава, внука Ярослава Мудрого. С. М. Соловьёв, со ссылкой на летописца, так описывает события, произошедшие после Любечского съезда (ок. 1097):

…Давыд, по некоторым известиям, не хотел возвратить Ростиславичам городов, захваченных в их волости тотчас по ослеплении Василька, вследствие чего тою же весною они пришли на Давыда к Всеволожу, а Давыд заперся во Владимире. <…> Потом Ростиславичи двинулись ко Владимиру, осадили здесь Давыда и послали сказать гражданам: «Мы пришли не на город ваш и не на вас, но на врагов своих — Туряка, Лазаря и Василя, которые наустили Давыда…». <…> Давыд отвечал: «Нет их здесь» — он послал их в Луцк; владимирцы послали за ними туда; Туряк бежал в Киев, а Лазарь и Василь возвратились в Турийск.
Владимирцы, узнавши, что они в Турийске, закричали Давыду: «Выдай их Ростиславичам, а не то сейчас же сдадимся». Давыд послал за Василем и Лазарем и выдал их; Ростиславичи заключили мир и на другое утро велели повесить и расстрелять выданных, после чего отошли от города.
— Соловьёв С.М. История России с древнейших времен. Кн. 1 (С. 203)
Как отмечают украинские историки, Турийск находился в восточной части Волыни, занимая берег реки Турьи. От древнего поселения сохранилось городище, примерно 100 м в поперечнике.
В 1759 году город получил Магдебургское право.
После третьего раздела Польши в 1795 году — в составе Волынской губернии Российской империи.
После окончания советско-польской войны в соответствии с Рижским мирным договором 1921 года в 1921—1939 гг. находился в составе Волынского воеводства Польши. В 1939 году Западная Украина была присоединена к СССР.
После начала Великой Отечественной войны поселение с 28 июня 1941 года находилось под немецкой оккупацией. Весной 1942 года немцы создали в Турийске гетто для еврейского населения, ликвидированное 10 сентября того же года, когда 1512 евреев были расстреляны в бывшем песчаном карьере возле еврейского кладбища. Преступление совершили СД и полицейские из 103-го батальона шуцманшафта.
В середине 1943 года посёлок опустел: поляки, опасаясь нападений УПА, уехали в Ковель или Засмыки, а украинцы покинули Турийск, опасаясь немецкого возмездия за убийство начальника полиции. В июле 1943 года Турийск был занят УПА.
В 1944 году Турийск был освобождён Красной Армией.
В ходе административно-территориальной реформы в Украине, в 2020 году Турийский район был упразднён, а посёлок стал административным центром Турийской поселковой общины Ковельского района.

## Население
Численность населения по годам (чел.):
- 2331 (1959)[7];
- 3084 (1970)[8];
- 4928 (1979)[9];
- 6017 (1989)[10];
- 5866 (2001);
- 5697 (2011)[11];
- 5732 (2012)[11];
- 5754 (2013)[11].
- 5432 (2024)[12].

### Языковой состав
Родной язык населения по данным переписи 2001 года:
| Язык       | Численность, чел. | Доля     |
| ---------- | ----------------- | -------- |
| Украинский | 5 792             | 98,74 %  |
| Русский    | 68                | 1,16 %   |
| Другие     | 6                 | 0,10 %   |
| Итого      | 5 866             | 100,00 % |

## Экономика
- хлебоприёмное предприятие[15]